# Brenton Thwaites
Brenton Thwaites est un acteur australien, né le 9 août 1989 à Cairns.
Il débute à la télévision australienne, dans la série télévisée SLiDE (2011) et dans le soap opera Summer Bay (2011-2012). Il est finalement révélé, au cinéma, notamment dans le film d'horreur Oculus (2013), dans le film de science-fiction The Giver (2014) ainsi que le film fantastique Maléfique (2014). 
Fort d'une nouvelle visibilité, il est ensuite à l'affiche de deux blockbusters : Gods of Egypt (2016) et Pirates des Caraïbes : La Vengeance de Salazar (2017). Il profite de cette notoriété pour tenir le rôle de Nightwing, l’un des héros principaux, à partir de 2018, de la série télévisée fantastique Titans.

## Biographie

### Enfance et formation
Brenton Thwaites est né à Cairns dans le Queensland en 1989 de Peter et Fiona Thwaites. Il a une sœur, Stacey. Il a été élève au collège de l'État de Cairns dans la région Extrême nord du Queensland, puis a étudié le théâtre à l'Université de technologie du Queensland dont il sera diplômé en 2010,. 
Il déménage alors à Sydney pour rejoindre l'audition du feuilleton télévisé Summer Bay et poursuivre une carrière d'acteur,.

### Vie privée
Depuis 2015, il est en couple avec Chloe Pacey. Ils se sont rencontrés alors que l'acteur était en Australie pour le tournage de Pirates des Caraïbes : La Vengeance de Salazar.
Le couple accueille une fille Birdie, née en mars 2016. En 2018, ils sont parents d'une deuxième fille, Pippa. En 2020, leur troisième fille, Rosie naît. Ils ont un quatrième enfant, Banjo, un garçon en 2022. En mai 2024, ils ont un deuxième fils, qui est le cinquième enfant du couple. 

## Carrière

### Débuts de carrière en Australie
Avant d'obtenir son diplôme de l'Université de technologie du Queensland, il a fait ses débuts au cinéma dans Charge Over You, un long-métrage indépendant en 2010. Après avoir obtenu son diplôme, il apparaît dans un épisode de Sea Patrol,.
En novembre 2010, aux côtés de Ben Schumann, Adele Perovic, Emily Robins et Gracie Gilbert, il fait partie de la distribution de la série dramatique pour adolescents de la FOX8, Slide,. cette série suit la vie et les exploits de cinq adolescents de Brisbane qui cheminent vers l'âge adulte,. Il fait sa première apparition dans le premier épisode de la série le 16 août 2011 en incarnant Luke Gallagher. La série est un échec et ne dure qu'une saison,. 
Peu de temps après, en avril 2011, il déménage à Sydney : il vient de se voir attribuer un rôle récurrent de cinq mois dans la vingt-quatrième saison de Summer Bay. Ce sera une expérience d'apprentissage ; il a déclaré qu'il était simple pour lui de travailler avec les autres stars de cette série. Il a fait sa première apparition en tant que Stu, le 23 août 2011. Tristan Swanwick de The Courier-Mail dit de cet acteur qu'il était « trop beau pour interpréter le bad boy Stu », mais, afin de crédibiliser son rôle, l'acteur porte de faux tatouages.

### Percée hollywoodienne

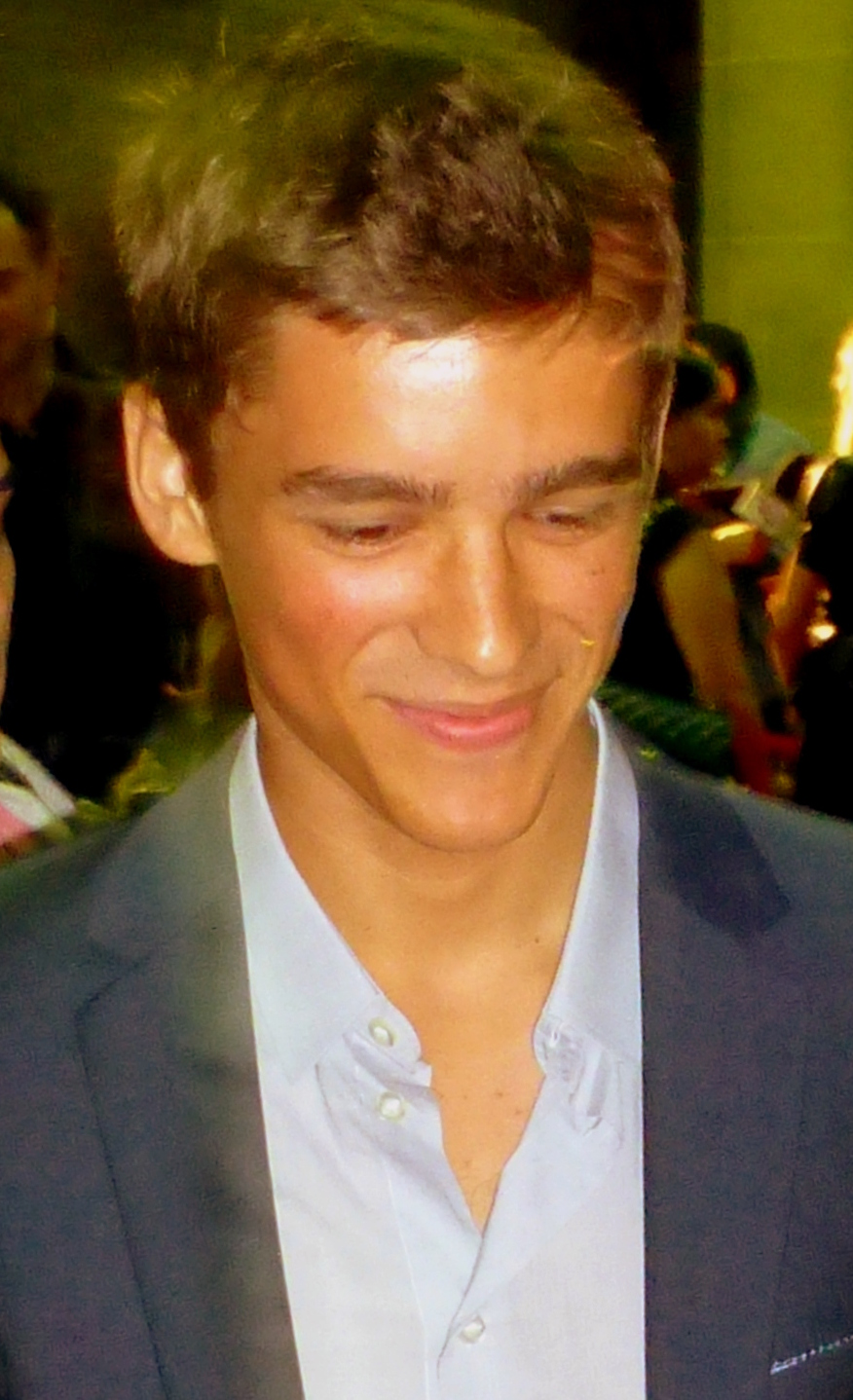
Lors de l'avant première de The Mirror, présenté au Festival international du film de Toronto 2013.

Il part s'installer aux États-Unis et signe pour jouer le rôle masculin principal dans le remake du Lagon bleu (1980) intitulé Les Naufragés du lagon bleu, diffusé le 16 juin 2012. Le tournage a débuté en février 2012 à Puerto Rico. La même année, il décroche un second rôle dans la comédie indépendante Save Your Legs! passée inaperçue.
En 2013, il est le premier rôle masculin du film d'horreur The Mirror aux côtés de Karen Gillan et Katee Sackhoff. Cette production fantastique est présentée au Festival international du film de Toronto 2013 avant d'être commercialisé en 2014. L'acteur signe une performance saluée. 
2014, est une année chargée pour l'acteur : D'abord, il retourne brièvement en Australie pour le tournage du thriller Son of a Gun, partagé entre Perth, Kalgoorlie et Melbourne. Thwaites a dû auditionner pour le rôle de JR une dizaine de fois avant d'être sélectionné. L'acteur explique qu'il a sauté sur l'occasion d'interpréter un personnage vulnérable parmi des hommes étranges, source d'inspiration. Pari gagnant puisque son interprétation est saluée par la critique, notamment par le magazine Variety. Il interprète ensuite le rôle du prince Philippe dans Maléfique face à Angelina Jolie et aux côtés d'Elle Fanning, un blockbuster fantastique qui rencontre un large succès au box office. 
La même année, il incarne également deux rôles majeurs dans deux productions de science fiction : Il incarne le héros de The Signal face à Laurence Fishburne et Olivia Cooke et il est aussi Jonas, le rôle principal de The Giver, un film réalisé par Phillip Noyce, ce qui lui permet de donner la réplique aux expérimentés Jeff Bridges et Meryl Streep. En dépit d'une réception critique favorable à son jeu d'acteur,,, ces deux longs métrages ne rencontrent pas le succès escompté au box office,. 
En 2015, il tourne dans une superproduction dirigée par Alex Proyas : Gods of Egypt. Il y interprète Bek, l'un des personnages principaux de l'histoire et l'un des rares humains. Commercialisé en début d'année 2016, ce film qui lui permet de donner la réplique à Gerard Butler, Nikolaj Coster-Waldau et Élodie Yung est cependant un échec critique, et commercial. 
En 2017, il obtient le rôle d'un soldat britannique et fils de William Turner et Elizabeth Swann (incarnés par Orlando Bloom et Keira Knightley) nommé Henry Turner pour Pirates des Caraïbes : La Vengeance de Salazar donnant la réplique à Johnny Depp et Javier Bardem. Il s'agit du cinquième film de la saga Pirates des Caraïbes qui rencontre un large succès au box office mondial.

### Passage au premier plan
En 2018, il incarne le rôle principal du drame An Interview with God dans lequel il fait face à l'acteur David Strathairn. La même année, il est producteur exécutif et l'un des premiers rôles de la comédie horrifique Office Uprising avec Jane Levy et Karan Soni.   
Il effectue son retour sur le petit écran en tenant le rôle principal de la série télévisée fantastique Titans. Il s'agit de l'adaptation en live du comics Les Jeunes Titans. Thwaites incarne le personnage Nightwing, le protégé de Batman, partageant la vedette aux côtés des acteurs Minka Kelly, Anna Diop, Ryan Potter et Alan Ritchson. Ce rôle lui vaut une nomination pour un Teen Choice Awards du meilleur acteur dans une série d'action.   
En parallèle, il rejoint la distribution masculine des premiers rôles de Ghosts of War, un thriller psychologique fantastique aux côtés de Kyle Gallner, Alan Ritchson, Billy Zane, Shaun Toub, Theo Rossi et Skylar Astin.

## Filmographie

### Longs métrages
- 2010 : Charge Over You de Regardt Steenekamp : Sam
- 2012 : Save Your Legs! de Boyd Hicklin : Mark McMullen
- 2013 : The Mirror (Oculus) de Mike Flanagan : Tim Russell
- 2014 : The Signal de William Eubank : Nic
- 2014 : Maléfique (Maleficent) de Robert Stromberg : le Prince Philippe
- 2014 : The Giver de Phillip Noyce : Jonas
- 2014 : Son of a Gun de Julius Avery : JR
- 2014 : Ride d'Helen Hunt : Angelo
- 2015 : Ruben Guthrie de Brendan Cowell : Chet
- 2016 : Gods of Egypt d'Alex Proyas : Bek
- 2017 : Pirates des Caraïbes : La Vengeance de Salazar de Joachim Rønning et Espen Sandberg : Henry Turner
- 2018 : Office Uprising de Lin Oeding : Desmond (également producteur exécutif)
- 2018 : Interview avec Dieu de Perry Lang : Paul Asher
- 2019 : A Violent Separation de Kevin Goetz et Michael Goetz : Norman, jeune
- 2020 : Ghosts of War d'Eric Bress : Chris
- 2024 : We Bury the Dead de Zak Hilditch : Clay

### Court métrage
- 2011 : Headsmen de Sean Gobey : Max Patterson

### Téléfilm
- 2012 : Les Naufragés du lagon bleu (Blue Lagoon: The Awakening) de Mikael Salomon : Dean McMullen

### Séries télévisées
- 2011 : Sea Patrol : Leigh Scarpia
- 2011 : SLiDE : Luke Gallagher
- 2011-2012 : Summer Bay : Stu
- 2018-2023 : Titans : Dick Grayson / Robin / Nightwing

## Distinctions
Sauf indication contraire ou complémentaire, les informations mentionnées dans cette section proviennent de la base de données IMDb.

### Récompenses
- Australian in Film Awards 2014 : Révélation de l'année[29]
- Festival international du film d'Hawaï 2014 : Meilleur acteur débutant
- CinemaCon Awards 2017 : Révélation de l'année

### Nominations
- 19e cérémonie des Teen Choice Awards 2017 : Meilleur acteur dans un film d'action pour Pirates des Caraïbes : La Vengeance de Salazar
- 21e cérémonie des Teen Choice Awards 2019 : meilleur acteur dans une série télévisée d'action pour Titans

## Voix francophone
L'acteur est généralement doublé par Gauthier Battoue, il a aussi été doublé par Arnaud Laurent et François Bérard.
| En France - Gauthier Battoue dans : - The Giver - Gods of Egypt - Pirates des Caraïbes : La Vengeance de Salazar - Titans (série télévisée) et aussi - Brice Ournac dans Les Naufragés du lagon bleu (téléfilm) - Arnaud Laurent dans Maléfique - François Bérard dans The Signal | - Michel Barrio dans Son of a Gun - Brieuc Lemaire (Belgique) dans Office Uprising - Damien Le Délézir dans Interview avec Dieu - Julien Portugais dans Ghosts of War Au Québec - Xavier Dolan dans : - Maléfique - Le Passeur - Les Dieux d'Égypte et aussi - Gabriel Lessard dans Oculus |